# Fana Ashby
Fana Ashby (ur. 15 czerwca 1981 w Petit Valley) – trynidadzko-tobagijska lekkoatletka, sprinterka. Złota i brązowa medalistka mistrzostw Ameryki Środkowej i Karaibów oraz srebrna medalistka mistrzostw NACAC, wielokrotna medalistka najważniejszych międzynarodowych imprez juniorskich (w tym brązowa medalistka mistrzostw świata juniorów), dwukrotna olimpijka (Sydney, Ateny).

## Przebieg kariery
W latach 1996–2000 była aktywną uczestniczką CARIFTA Games, zdobywając na nich liczne medale, w tym dwa złote podczas tej rangi zmagań rozgrywanych w 1997 roku (w biegu na 100 i 200 m). W 1998 roku uczestniczyła w mistrzostwach Ameryki Środkowej i Karaibów juniorów, na nich zdobyła złoty medal w biegu na 200 m i srebrny w biegu na dystansie dwukrotnie krótszym, była także na mistrzostwach globu juniorów w Annecy, podczas których zajęła 6. miejsce w finale biegu na 100 m.
Podczas igrzysk olimpijskich w Sydney startowała w konkursie biegu na 100 m. Zakończyła go na eliminacjach, w tej fazie z czasem 11,85 zajmując 6. miejsce w swej grupie oraz 55. miejsce w gronie wszystkich sprinterek.
Niedługo po olimpijskim starcie zdobyła brązowy medal mistrzostw świata juniorów w konkurencji biegu na 100 m. W 2003 roku wywalczyła seniorski tytuł mistrzyni Ameryki Środkowej i Karaibów. W ramach igrzysk olimpijskich w Atenach startowała w dwóch konkurencjach – w biegu na 100 m odpadła w ćwierćfinale, uzyskując czas 11,54 i z nim zajmując 7. miejsce w kolejce i 28. miejsce wśród wszystkich ćwierćfinalistek, jak również była członkinią sztafety 4 × 100 m, która nie ukończyła wyścigu w eliminacjach. W 2005 roku ponownie zdobyła medal mistrzostw Ameryki Środkowej i Karaibów, tym razem brązowy, natomiast dwa lata później zdobyła brązowy medal w konkurencji biegu sztafet 4 × 100 m, wywalczony podczas pierwszych w historii mistrzostw NACAC. Po raz ostatni w zawodach lekkoatletycznych wystąpiła w lipcu 2007 roku w czasie rozgrywanych w Rio de Janeiro igrzysk panamerykańskich, tam między innymi zajęła 7. miejsce w finale biegu sztafet 4 × 100 m.

## Osiągnięcia
| Rok     | Zawody                                            | Miasto         | Miejsce | Konkurencja         | Wynik |
| ------- | ------------------------------------------------- | -------------- | ------- | ------------------- | ----- |
| 1996    | CARIFTA Games                                     | Kingston       | brąz    | bieg na 100 m (U17) | 12,22 |
| 1997    | CARIFTA Games                                     | Bridgetown     | złoto   | bieg na 100 m (U17) | 12,03 |
| 1997    | CARIFTA Games                                     | Bridgetown     | złoto   | bieg na 200 m (U17) | 24,23 |
| 1997    | Mistrzostwa panamerykańskie juniorów              | Hawana         | 7.      | bieg na 100 m       | 12,05 |
| 1997    | Mistrzostwa panamerykańskie juniorów              | Hawana         | 6.      | bieg na 200 m       | 24,64 |
| 1998    | CARIFTA Games                                     | Port-of-Spain  | brąz    | bieg na 100 m (U20) | 11,63 |
| 1998    | CARIFTA Games                                     | Port-of-Spain  | brąz    | bieg na 200 m (U20) | 23,74 |
| 1998    | Mistrzostwa Ameryki Środkowej i Karaibów juniorów | George Town    | srebro  | bieg na 100 m       | 11,58 |
| 1998    | Mistrzostwa Ameryki Środkowej i Karaibów juniorów | George Town    | złoto   | bieg na 200 m       | 23,43 |
| 1998    | Mistrzostwa świata juniorów                       | Annecy         | 6.      | bieg na 100 m       | 11,65 |
| 1998    | Mistrzostwa świata juniorów                       | Annecy         | DNS QF  | bieg na 200 m       | N/A   |
| 1999    | CARIFTA Games                                     | Fort-de-France | srebro  | bieg na 100 m (U20) | 11,63 |
| 1999    | CARIFTA Games                                     | Fort-de-France | srebro  | bieg na 200 m (U20) | 23,58 |
| 2000    | CARIFTA Games                                     | Saint George’s | brąz    | bieg na 200 m (U20) | 23,86 |
| 2000    | Mistrzostwa Ameryki Środkowej i Karaibów juniorów | San Juan       | brąz    | bieg na 100 m       | 11,57 |
| 2000    | Mistrzostwa Ameryki Środkowej i Karaibów juniorów | San Juan       | złoto   | bieg na 200 m       | 23,67 |
| 2000    | Mistrzostwa Ameryki Środkowej i Karaibów juniorów | San Juan       | srebro  | sztafeta 4 × 100 m  | 46,20 |
| 2000    | Igrzyska olimpijskie                              | Sydney         | 6. H    | bieg na 100 m       | 11,85 |
| 2000    | Mistrzostwa świata juniorów                       | Santiago       | brąz    | bieg na 100 m       | 11,47 |
| 2000    | Mistrzostwa świata juniorów                       | Santiago       | DSQ QF  | bieg na 200 m       | N/A   |
| 2001    | Mistrzostwa Ameryki Środkowej i Karaibów          | Gwatemala      | 5.      | bieg na 100 m       | 11,76 |
| 2001    | Mistrzostwa Ameryki Środkowej i Karaibów          | Gwatemala      | DNF H   | bieg na 200 m       | N/A   |
| 2002    | Igrzyska Wspólnoty Narodów                        | Manchester     | 6. SF   | bieg na 100 m       | 11,46 |
| 2003    | Halowe mistrzostwa świata                         | Birmingham     | 5. H    | bieg na 60 m        | 7,43  |
| 2003    | Mistrzostwa Ameryki Środkowej i Karaibów          | Saint George’s | złoto   | bieg na 100 m       | 11,32 |
| 2003    | Igrzyska panamerykańskie                          | Santo Domingo  | 8.      | bieg na 100 m       | 11,52 |
| 2003    | Igrzyska panamerykańskie                          | Santo Domingo  | 6. SF   | bieg na 200 m       | 23,97 |
| 2003    | Igrzyska panamerykańskie                          | Santo Domingo  | 4.      | sztafeta 4 × 100 m  | 43,97 |
| 2004    | Igrzyska olimpijskie                              | Ateny          | 7. QF   | bieg na 100 m       | 11,54 |
| 2004    | Igrzyska olimpijskie                              | Ateny          | DNF H   | sztafeta 4 × 100 m  | N/A   |
| 2005    | Mistrzostwa Ameryki Środkowej i Karaibów          | Nassau         | brąz    | bieg na 100 m       | 11,40 |
| 2006    | Halowe mistrzostwa świata                         | Moskwa         | DNS H   | bieg na 60 m        | N/A   |
| 2006    | Igrzyska Wspólnoty Narodów                        | Melbourne      | 5. SF   | bieg na 100 m       | 11,57 |
| 2007    | Mistrzostwa NACAC                                 | San Salvador   | brąz    | sztafeta 4 × 100 m  | 43,98 |
| 2007    | Igrzyska panamerykańskie                          | Rio de Janeiro | 7.      | sztafeta 4 × 100 m  | 44,33 |
| Źródło: |                                                   |                |         |                     |       |

Siedem razy w karierze sięgnęła po tytuł mistrzyni kraju, w latach 1999-2004.

## Rekordy życiowe
- bieg na 100 m – 11,08 (9 maja 2003, Levelland)
- bieg na 200 m – 23,05 (21 czerwca 2003, Port-of-Spain)
- sztafeta 4 × 100 m – 43,97 (9 sierpnia 2003, Santo Domingo)

Halowe
- bieg na 60 m – 7,18 (12 marca 2005, Fayetteville)
- bieg na 200 m – 22,91 (12 marca 2005, Fayetteville)

Źródło: 